# Thiên hà đĩa

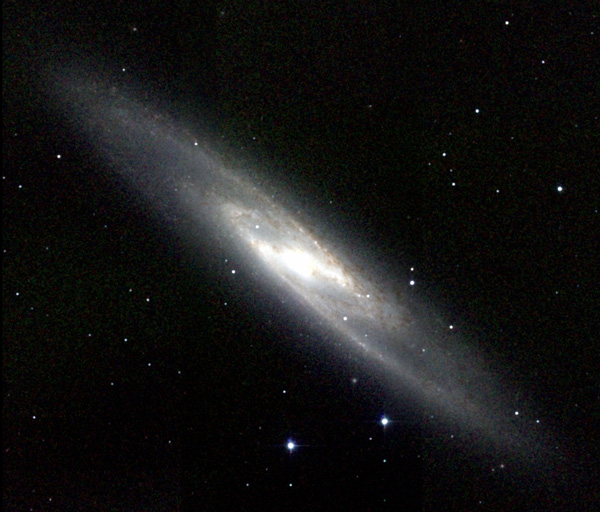
Thiên hà Ngọc Phu (NGC 253)

Thiên hà đĩa là thiên hà có đặc điểm là một dạng đĩa. Thiên hà đĩa là một khối tròn phẳng của những ngôi sao. Vùng trung tâm của những thiên hà loại này có thể có dạng đĩa hoặc không.
Các loại thiên hà đĩa:
- Thiên hà xoắn ốc
  - thiên hà xoắn không có thanh ngang (loại S, SA)
  - thiên hà xoắn có thanh ngang (loại SB)
  - thiên hà xoắn trung gian (type SAB)
- thiên hà dạng thấu kính (loại E8, S0, SA0, SB0, SAB0)

Các thiên hà không thuộc dạng thiên hà đĩa gồm:
- thiên hà elip (loại dE)
- thiên hà vô định hình (loại dl)